# 大城元
大城 元（おおしろ げん、2004年7月12日 - ）は、沖縄県那覇市出身のプロ野球選手（外野手・育成選手）。右投右打。読売ジャイアンツ所属。

## 経歴

### プロ入り前
沖縄市立上間小学校1年時に軟式野球チーム「オール上間」に入団して野球を始める。那覇市立石田中学校では軟式野球部に所属し、捕手を務めた。
高校はKBC学園未来高等学校沖縄学習センターに進学し、3年夏の沖縄県大会では全5試合で安打を放つなどしてベスト4に貢献した。
2022年10月20日に行われたプロ野球ドラフト会議において、読売ジャイアンツから育成ドラフト7巡目指名を受けた。11月15日に支度金290万円、年俸360万円（金額は推定）で仮契約を結んだ。背番号は044。

### 巨人時代
2023年・2024年はともに二軍出場がなかった。オフに右打ちからスイッチヒッターに挑戦することを表明した。

## 選手としての特徴
投手としては最速148km/hを投げ、打者としては広角に長打が打てる外野手。投打二刀流として注目を集めたがプロでは野手に専念する。

## 詳細情報

### 背番号
- 044（2023年[4] - ）